# 一勝地村農家6人殺害事件
一勝地村農家6人殺害事件（いっしょうちむらのうか6にんさつがいじけん）とは、1946年8月29日に熊本県球磨郡一勝地村（現・球磨村）で発生した強盗殺人事件。

## 概要
1946年8月29日夕方、一勝地村内の一軒家が燃えているという通報が警察に入った。翌朝に実況見分を行い、完全に白骨化した一家6人の焼死体を発見した。当初は失火による事故死と思われたが、頭蓋骨が陥没しているのを発見したことで、一転して放火殺人事件となり捜査を開始した。
周辺の聞き込み捜査を開始したところ、隣村の村長が「一昨日、被害者宅に梨を買いに行った者がいる」との情報を得て、警察はその人物を聴取した。その人物によると「被害者宅に梨を買いに行った時、被害者から「お宅の集落の朝鮮人も梨を買いに来たが、金が無いからと腕時計を置いていった」と言われた」と証言した。そこで、その朝鮮人の家に行くと作業服が干してあり、それには血痕らしきものが付着していた。容疑が深まったため、家にいた朝鮮人HとIを逮捕した。取り調べの結果、もう1人犯人がおり、近々朝鮮に帰る予定であることを自白した。熊本県警察部は、朝鮮語を話せる巡査に犯人Cの追跡を厳命し、Cは佐賀県鳥栖市で逮捕された。
犯人であるH・C・Iは戦時中、九州北部の炭鉱で働いていたが、終戦となり帰国することになった。ところが帰国費用がなかったので強盗を計画し、金がありそうな被害者宅に「帰りが遅くなったので泊めてほしい」という名目で一泊することになった。ところが、被害者一家から親切なもてなしを受けたため、さすがに良心の呵責を感じたのか、この夜は犯行を決行できなかった。翌日の夜、前日のお礼ということで酒を携えて被害者宅に乗り込み、家人が寝静まったのを見計らって、家族6人を殺害した後、たんすの中から15800円を盗み、証拠隠滅のため家に放火して逃走した。
一審の熊本地方裁判所八代支部は、H・C・Iに死刑を言い渡した。HとIは控訴し、二審の福岡高等裁判所でHは一審同様死刑、Iには無期懲役を言い渡し、刑が確定した。
1950年1月20日、HとCの死刑が執行された。